# Telebasis brevis
Telebasis brevis là một loài chuồn chuồn kim trong họ Coenagrionidae.
Telebasis brevis được miêu tả khoa học năm 1995 bởi Bick & Bick.